# Cantonul Le Mas-d'Azil
Cantonul Le Mas-d'Azil este un canton din arondismentul Pamiers, departamentul Ariège, regiunea Midi-Pyrénées, Franța.

## Comune
- La Bastide-de-Besplas
- Les Bordes-sur-Arize
- Camarade
- Campagne-sur-Arize
- Castex
- Daumazan-sur-Arize
- Fornex
- Gabre
- Loubaut
- Le Mas-d'Azil (reședință)
- Méras
- Montfa
- Sabarat
- Thouars-sur-Arize